# 松本市立山辺中学校
松本市立山辺中学校（まつもとしりつ やまべちゅうがっこう）は、長野県松本市里山辺にある公立の中学校。

## 沿革
- 1955年 - 松本市立の入山辺と里山辺の両中学校を統合して開校した[1]。

## 概要
- 学校教育目標は、「笑顔と　潤いと　求める心の　あふれる学校」である[1]。
- 生徒会活動では、近年、応援ボランティア委員会が中心となり、アルミ缶回収を行っている[1]。

## 山辺ドリーム大学
総合的な学習の時間に行っている「山辺ドリーム大学」では、2014年度で14年目を迎えた。地域の方を講師に招き、生徒とともに地域の方も受講生として参加できる。2014年度には、里山体験（バウムクーヘン作りなど）、里山辺地下壕調査、刻字、着付け、生け花、郷土料理、ブドウ栽培など、20の学科に分かれて学んだ。地域の方が半数以上を占める学科もあり、地域の方と生徒がふれあう貴重な機会にもなっている。9月に総合発表会が行われ、ステージ発表や展示で成果を披露する。

## ぶどう作業
2003年から、ぶどう作業を全校で行っている。ぶどうの傘掛けや袋掛け作業では、地域の特産品にふれながら、郷土の豊かさを実感しつつ、地域の方との交流を深めて、生徒の心に郷土愛を育んでいる。

## 生徒数・職員数
- 2016年11月 生徒＝252人、職員30人[1]

### 学級数
- 2014年度＝1学年3クラス、2学年3クラス、3学年3クラス、特別支援学級2クラス[1]

## 主な行事
- 4月　修学旅行（3年生）
- 6月　ドリーム大学入学式
- 7月　ぶどう作業、乗鞍自然体験学習（1年生）、職場体験学習（2年生）
- 9月　総合発表会・ドリーム大学修了式
- 10月　人権講演会[1]

## 部活動
| - 男女バレーボール - 男女バスケットボール - サッカー - 陸上 | - ソフトテニス - 卓球 - 吹奏楽 |

## 所在地
- 〒390-0221 長野県松本市里山辺3326[1]